# Alfa Romeo 6C
Alfa Romeo 6C — серия 6-цилиндровых легковых, гоночных и спортивных автомобилей, выпускаемых компанией Alfa Romeo с 1925 по 1954 год. Кузова автомобилей разрабатывались и собирались в известных ателье, таких как James Young, Zagato, Touring, Castagna и Pininfarina. С 1933 года, сборка кузова осуществлялась на заводе в пригороде Милана — Портелло. В начале 1920-х годов Витторио Яно совместно с Джузеппе Мерози, дизайнером моделей RL и RM, разработал легкий и высокопроизводительный автомобиль. Он получил название 6C 1500 и был представлен на Миланском автосалоне в апреле 1925 года. Автомобиль был собран на базе гоночного Alfa Romeo P2 c 6-цилиндровым двигателем объёмом 1,5 литра и мощностью 44 л. с. Спортивная версия 6С 1500, выпущенного в 1928 году стала первым автомобилем компании со сдвоенным распредвалом.

## Модификации

### 6C 1500
В середине 1920-х годов, Alfa Romeo RL был признан слишком громоздким и тяжелым, что подтолкнуло к новым разработкам. На смену 2-литровому двигателю, принесшего команде Alfa Romeo победу на Чемпионате конструкторов 1925 года, пришёл 1,5-литровый двигатель. Модель 6C 1500 была представлена на Миланском автосалоне в апреле 1925 года, однако серийное производство началось только 2 года спустя. Дизайн был разработан фирмами Young и Touring.
В 1928 году была выпущена модель 6С Sport. Спортивная версия победила во многих гонках, в том числе Милле Милья 1928 года.
| Модель                       | Объём    | Мощность, при об/мин | Макc. скорость, км/ч | Годы выпуска |
| ---------------------------- | -------- | -------------------- | -------------------- | ------------ |
| 1500 Normale                 | 1487 см3 | 44 л. с., 4400       | 109                  | 1925—1929    |
| 1500 Sport                   | 1487 см3 | 54 л. с., 4500       | 125                  | 1928—1929    |
| 1500 Super Sport             | 1487 см3 | 60 л. с.             |                      |              |
| 1500 Super Sport compressore | 1487 см3 | 76 л. с., 4800       | 140                  | 1928—1929    |
| 1500 TF                      | 1487 см3 | 84 л. с., 5000       |                      | 1928—1929    |

### 6C 2500

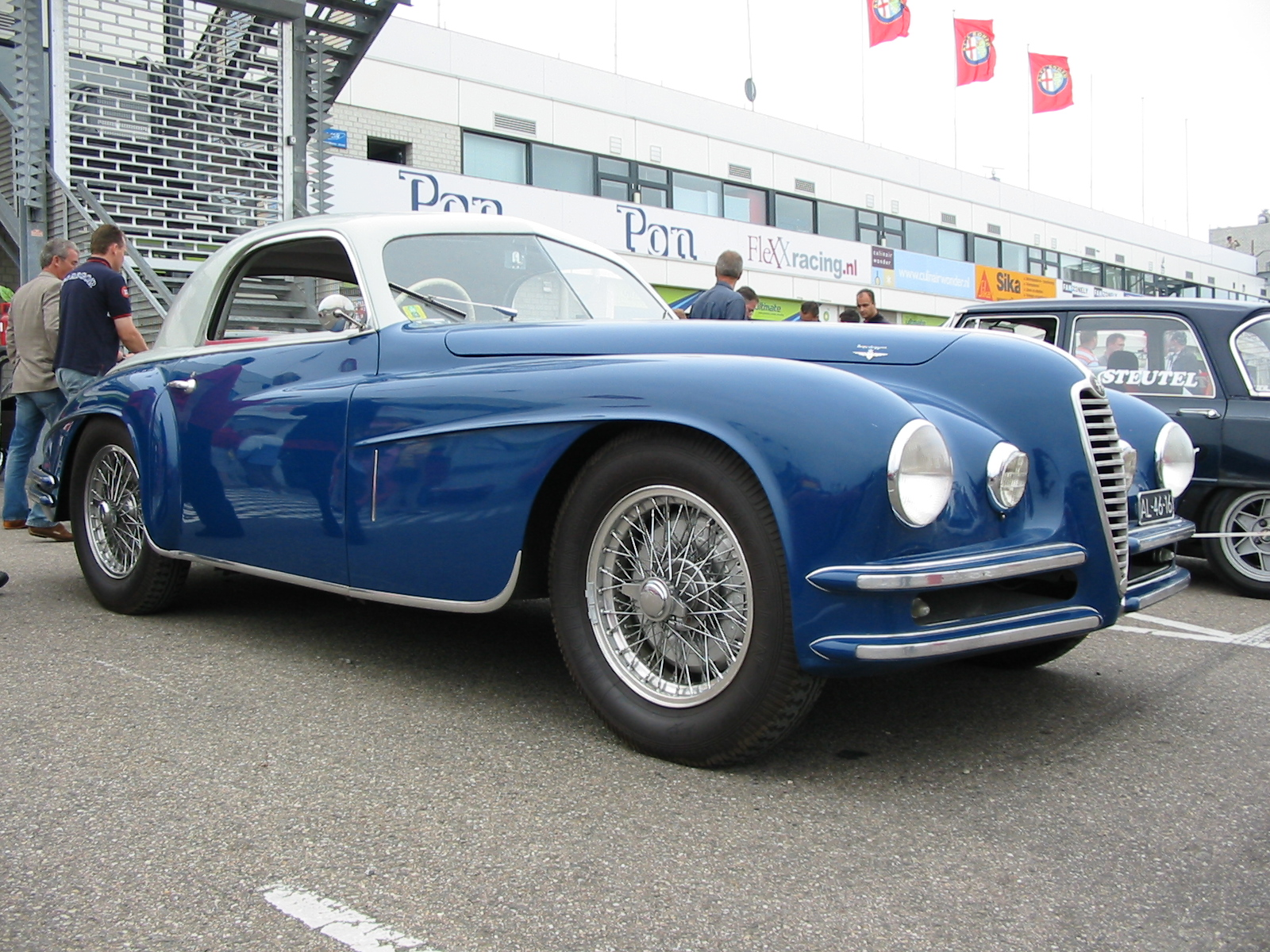
На выставке ретроавтомобилей

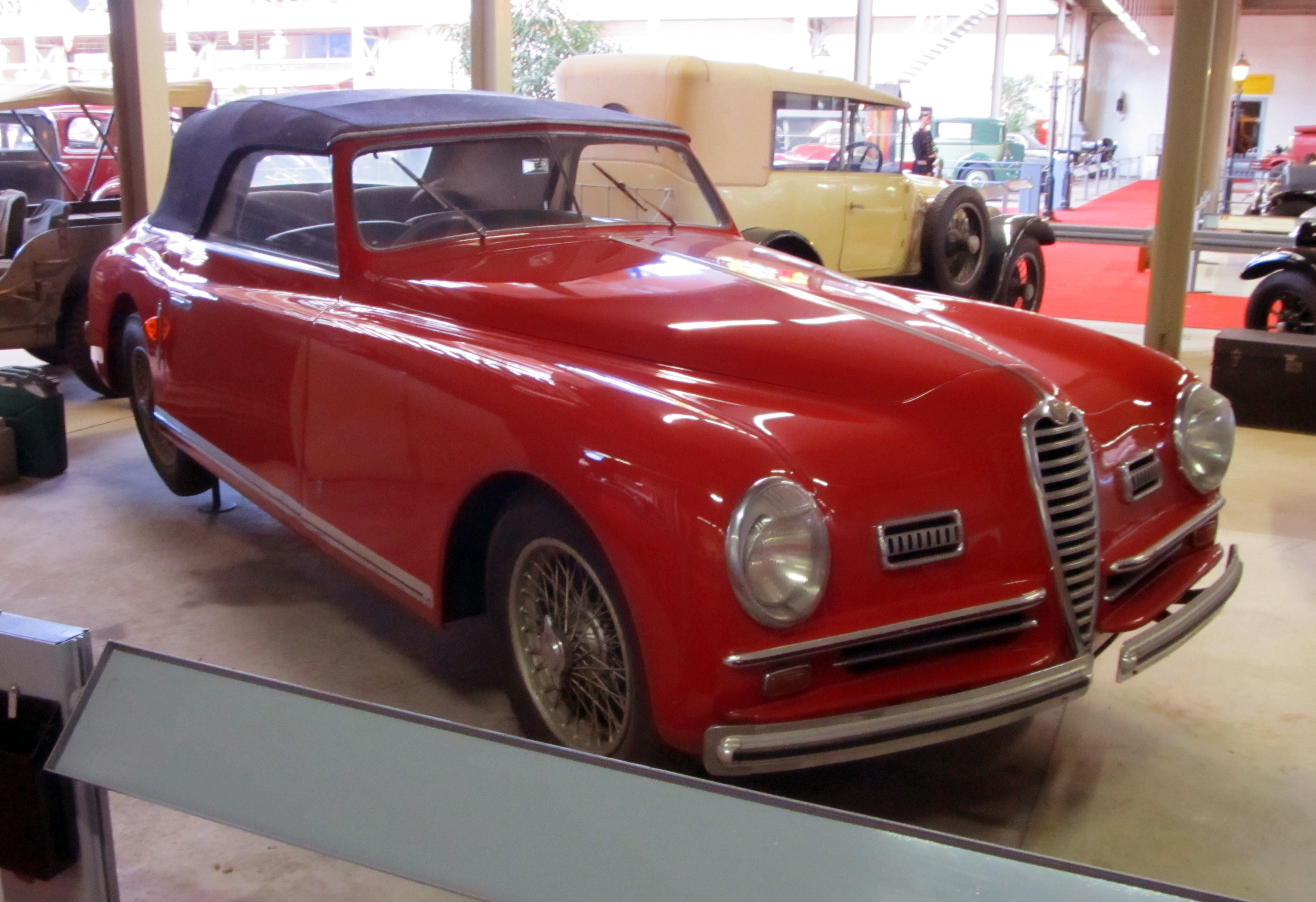
Alfa Romeo 6C 2500SS в королевском автомобильном музее, Брюссель

### 6C 2500 Coloniale

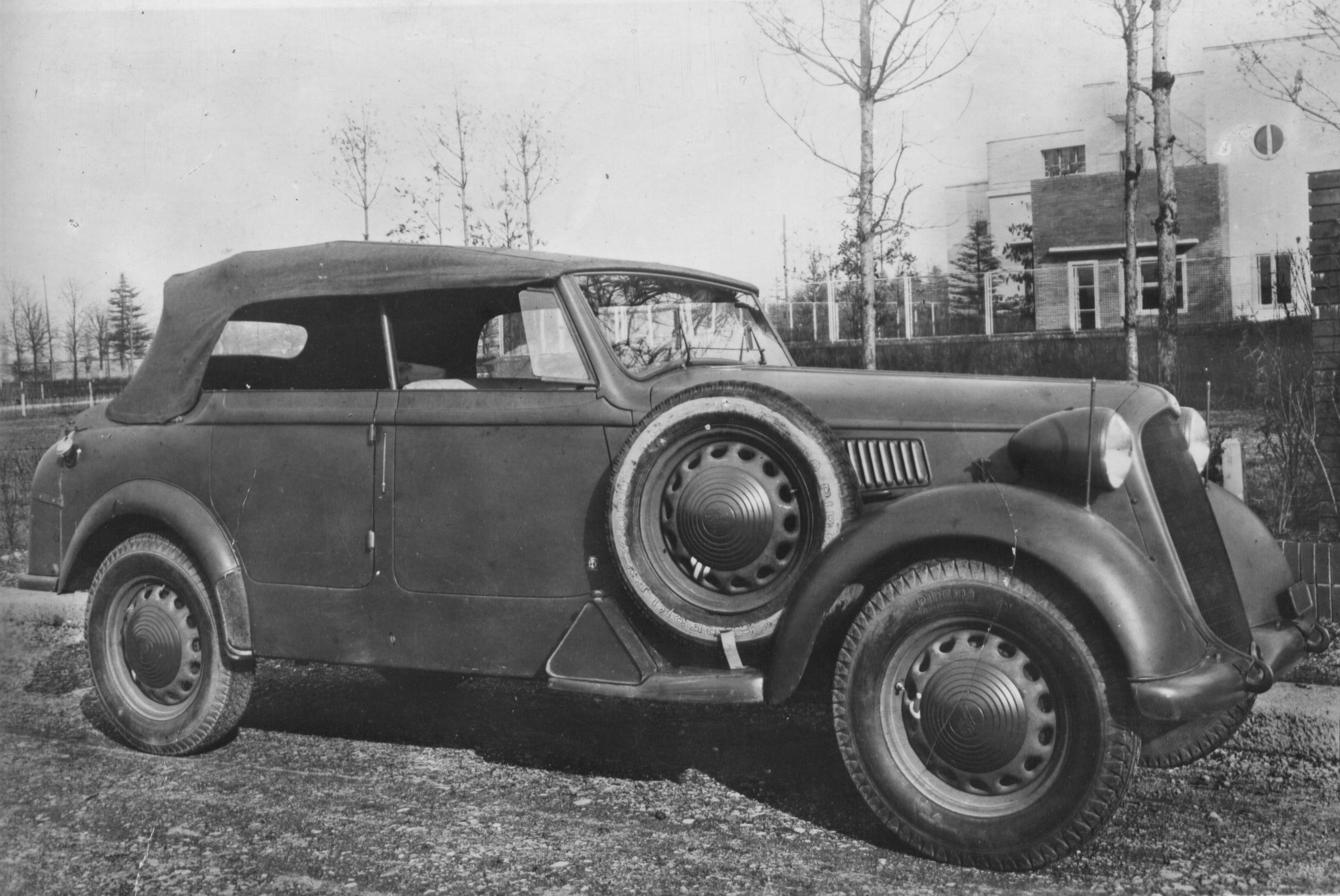
Alfa Romeo 6C 2500 Coloniale

В 1939 году компания создала вариант кабриолета 6C2500 для армейских нужд, который поступил на вооружение итальянских войск, дислоцированных в Африке. От гражданского этот вариант отличался упрощенным 4-дверным кузовом, охладителем масла, блокировкой дифференциала и дисковыми 19-дюймовыми колёсами. За три года было выпущено 152 таких машины.